# Elachyophtalma fergussonis
Elachyophtalma fergussonis är en fjärilsart som beskrevs av Rothschild 1920. Elachyophtalma fergussonis ingår i släktet Elachyophtalma och familjen silkesspinnare. Inga underarter finns listade i Catalogue of Life.